# Rynek Nowego Miasta (Varsovie)
Rynek Nowego Miasta (littéralement : place de la Nouvelle Ville (Varsovie) est une place située dans l'arrondissement de Śródmieście (Centre-ville) à Varsovie.